# Dīmītrīs Papadīmoulīs
Dīmītrīs Papadīmoulīs (in greco Δημήτρης Παπαδημούλης?; Atene, 21 marzo 1955) è un politico greco, europarlamentare dal 2004 al 2009 e poi ancora dal 2014 per SYRIZA.
Dal 2009 al 2014 è stato deputato al Parlamento ellenico, eletto nella circoscrizione Atene B.
Dal 1 luglio 2014 è l'unico eurodeputato del Gruppo della Sinistra tra i 14 Vicepresidenti del Parlamento europeo.
Al Parlamento europeo è membro titolare della Commissione per i problemi economici e monetari (ECON) e della Commissione per i bilanci (BUDG), e membro supplente della Commissione per lo sviluppo regionale (REGI).
A novembre 2023 abbandonò il partito nazionale SYRIZA dopo l'elezione a leader di Stefanos Kasselakis, aderendo alla nuova formazione Nuova Sinistra (Néa Aristerá).